# Rubens Salles
Rubens de Moraes Salles (* 14. Oktober 1891 in São Manuel (SP); † 21. Juli 1934 in São Paulo) war ein brasilianischer Fußballnationalspieler und Fußballtrainer. Er war Mittelfeldspieler der brasilianischen Fußballnationalmannschaft und spielte für diese von 1914 bis 1922.

## Leben
Salles wurde als Sohn von José Pedroso de Moraes Salles und Maria Izabel Coutinho Salles geboren. Er hatte acht Geschwister Mario, Octavio, Laura, Julieta, Ibanez, Ruth, José und Fernão. Er war mit Maria de Almeida Prado Salles verheiratet, mit der er die Töchter Maria Lina und Helena hatte. Helena nahm als Schwimmerin bei Olympiade 1936 im 100 m Freistil teil.
Salles war ein Befürworter der Revolução Constitucionalista de 1932, einem Aufstand des Bundesstaats São Paulo gegen die Regierung von Präsident Getúlio Dornelles Vargas. Sein Bruder Fernão kämpfte in diesem Konflikt als des 1. Zug der 1. Kompanie des Bataillons „Paes Leme“ und starb in diesen. Seine Überreste wurden 1956 beim Mahnmal zum Konflikt, dem Obelisk im Parque do Ibirapuera, beigesetzt.

## Karriere

### Verein
Salles begann 1902 das Fußballspielen beim Club Athletico Paulistano. 1906 schaffte er es in den A–Kader zukommen. Salles blieb dem Klub bis zum Ende seiner aktiven Laufbahn 1921 treu. In der Zeit wurde er sechs Mal Staatsmeisterschaft und einmal Torschützenkönig. Seine Spezialität im Spiel waren tiefe Pässe, mit denen er seine Gegner überraschte.
Nach seiner aktiven Laufbahn soll er die Mannschaft von Paulistano auch als Trainer betreut haben. Genaue Zeiten konnten nicht ermittelt werden.
Von 1930 bis kurz vor seinem Tod betreute Salles den FC São Paulo als Trainer, in 116 Spielen (71 Siege, 29 Unentschieden, 16 Niederlagen, Torverhältnis 431:169). Gezählt wurden nur verifizierte Spiele. Am 2. Februar 1930 hielt São Paulo seine erste Trainingseinheit ab. Die Medien berichteten, dass nicht weniger als 49 Spieler an diesem Nachmittag auf dem Sportplatz Ponte Grande erschienen waren, um an der Sichtung teilzunehmen. Am Ende wurden 29 Athleten ausgewählt, um dem neuesten Klub in São Paulo beizutreten. Am selben Tag fand auch das erste Training statt, das damit endete, dass erste Mannschaft die Reserve mit 4:1 besiegte. In der Reserve spielten auf Beschluss von Trainer João Chiavone die ersten großen Stars des neuen Vereins, Araken und Arthur Friedenreich. Für den Wahnsinn, die beiden größten Stars des Kaders in die Ersatzmannschaft zu stellen, wurde Chiavone genau am selben Tag entlassen, an dem er eingestellt wurde. An seine Stelle trat Rubens Salles. Nur wenige Tage später fand am 9. März 1930 gegen den CA Ypiranga beim Torneio Início, dem Vorbereitungsturnier zur Staatsmeisterschaft von São Paulo, das erste Spie unter seiner Führung statt (3:0–Sieg). Das letzte zwei Wochen vor seinem Tod am 8. Juli 1934 in der Staatsmeisterschaft gegen Corinthians São Paulo (0:0).

### Nationalmannschaft
Seit 1906 traten Auswahlteams brasilianischer Fußballspieler gegen Länder- oder Klubmannschaften an. Diese Treffen galten noch nicht als offizielle Länderspiele Brasiliens. Salles nahm hier das erste Mal an einer Partie gegen eine Auswahl aus Argentinien teil. Bei der 3:6–Niederlage erzielte er das Tor zur zwischenzeitlichen 3:1–Führung. Dieses Spiel fand am 8. September 1912 im Velódromo de São Paulo in São Paulo statt. Er fungierte dabei auch als Trainer. Die Mannschaft bestand ausschließlich aus Spielern, welche aus São Paulo kamen.
1914 trat Mendonça beim ersten Länderspiel einer Auswahl Brasiliens an. Das Freundschaftsspiel gegen Exeter City am 21. Juli 1914 in Rio de Janeiro im Laranjeiras war das erste, wenn auch noch inoffizielle, Spiel einer brasilianischen Fußballnationalmannschaft (Ergebnis–2:0). Er war in den ersten vier Spielen 1914 auch Bestandteil des Spielerkomitees, welches zu der Zeit noch anstelle eines Trainers auftrat. In der Partie gegen Exeter war er zudem Kapitän der Mannschaft. Das zweite Spiel der Auswahl am 20. September 1914 in Buenos Aires gegen Argentinien wurde das erste offizielle Länderspiel Brasiliens, an welchem er nur Mitglied des Spielerkomitees war. Nach einem Freundschaftsspiel vier Tage später gegen den Columbian FC aus Buenos Aires (3:1–Sieg), folgte am 27. September das zweite offizielle Spiel der Nationalelf, es war das erste Spiel um die Copa Roca gegen Argentinien. Die Auswahl konnte die Partie mit 1:0 für sich entscheiden und Salles seinen ersten internationalen Erfolg feiern. Bei der Austragung der Campeonato Sudamericano 1916 wurde er nicht mehr berücksichtigt. Salles kam nur noch am 7. Januar 1917 zu einem inoffiziellen Spiel gegen den Dublin FC aus Uruguay. Insgesamt bestritt Salles für die Nationalmannschaft fünf Spiele, davon ein offizielles.

## Erfolge
Als Spieler mit Paulistano
- Staatsmeisterschaft von São Paulo: 1908, 1913, 1916, 1917, 1918, 1919
- Torschützenkönig Staatsmeisterschaft von São Paulo: 1910

Als Trainer mit São Paulo
- Staatsmeisterschaft von São Paulo: 1931
- Taça dos Campeões Estaduais Rio-São Paulo: 1932

Nationalmannschaft
- Copa Roca: 1914